# Rümmer
Rümmer ist ein Ortsteil der Gemeinde Groß Twülpstedt im Osten des niedersächsischen Landkreises Helmstedt.

## Geografie und Verkehrsanbindung
Rümmer liegt nordwestlich des Kernortes Groß Twülpstedt an der Landesstraße L 322. Die B 244, die von Helmstedt nach Wittingen führt, verläuft unweit östlich. Am westlichen und nördlichen Ortsrand fließt der Katharinenbach.

## Geschichte
Rümmer wird erstmals im Jahr 1309 als Rymbere erwähnt. Im Ort gab es eine Burg, die Landesburg des Herzogtums Braunschweig-Lüneburg war. 1382 wurde die Burganlage durch den Erzbischof von Magdeburg zerstört und die Burgstelle fiel wüst.
1959 erfolgte die Grundsteinlegung für das Dorfgemeinschaftshaus, im Oktober 1960 wurde es eingeweiht. Damals hatte Rümmer rund 400 Einwohner. 1966 wurde die Schule geschlossen, deren Gebäude erst in den 1930er Jahren erbaut worden war.
Am 1. Juli 1972 wurde Rümmer in die Gemeinde Groß Twülpstedt eingemeindet.

## Wirtschaft und Infrastruktur

### Öffentliche Einrichtungen
In Rümmer bestehen die Freiwillige Feuerwehr, ein Dorfgemeinschaftshaus und ein öffentlicher Bücherschrank.